# Warrington (Nouvelle-Zélande)
Pour les articles homonymes, voir Warrington (homonymie).
La ville de Warrington, connue en langage Māori sous le nom d'Ōkāhau, est une petite localité de la côte d’Otago, dans l’île du Sud de la Nouvelle-Zélande.

## Situation
Elle est située près de la berge nord de la baie de Blueskin (en), une zone de marécages située au nord de la cité de Dunedin et administrée en partie par la ville de Dunedin. 
Warrington est localisé à 3 km de la State Highway 1/S H 1 à laquelle elle est reliée par la route de la côte. 
La ligne de chemin de fer  de la ligne principale du sud de l’île du sud (en) passe à travers le centre-ville et un train touristique, le Seasider (en) passe à travers la localité une ou deux fois par semaine reliant la cité de Dunedin à celle de Palmerston.

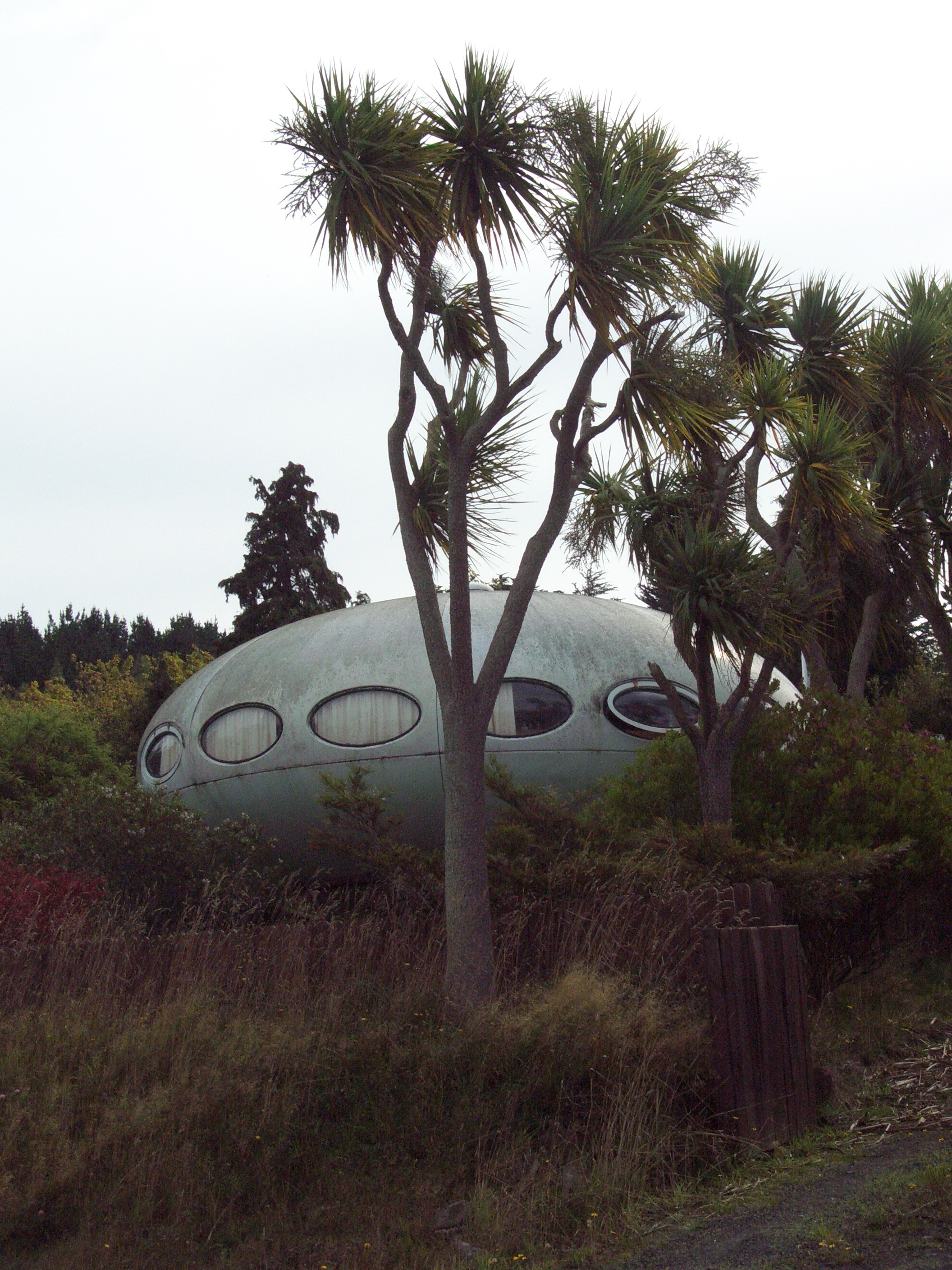
Une maison du Futur dans la ville de Warrington

## Population
Warrington a une population d’environ 400 habitants selon le recensement de 2006.

## Éducation
- L'école Warrington School [3] est une école primaire pour les enfants allant des années 0 à 8, (donc âgés 5 à 13 ans).
- Le "Warrington playcenter" est un centre de l’enfance pour les 0 à 6 ans.

## Loisirs
La plage de Warrington est populaire auprès des résidents locaux pour le surf  mais aussi pour les visiteurs venant de la ville voisine.
Elle est surveillée par des gardes civils volontaires du «Club de Warrington» Surf Life Saving, qui est installé à Dunedin depuis 1957, mais fut relocalisé ici en 1976 

## Installations caractéristiques
L’église St Barnabas (en) est l’un des bâtiments les plus anciens de la région.